# Abdullah Ansari

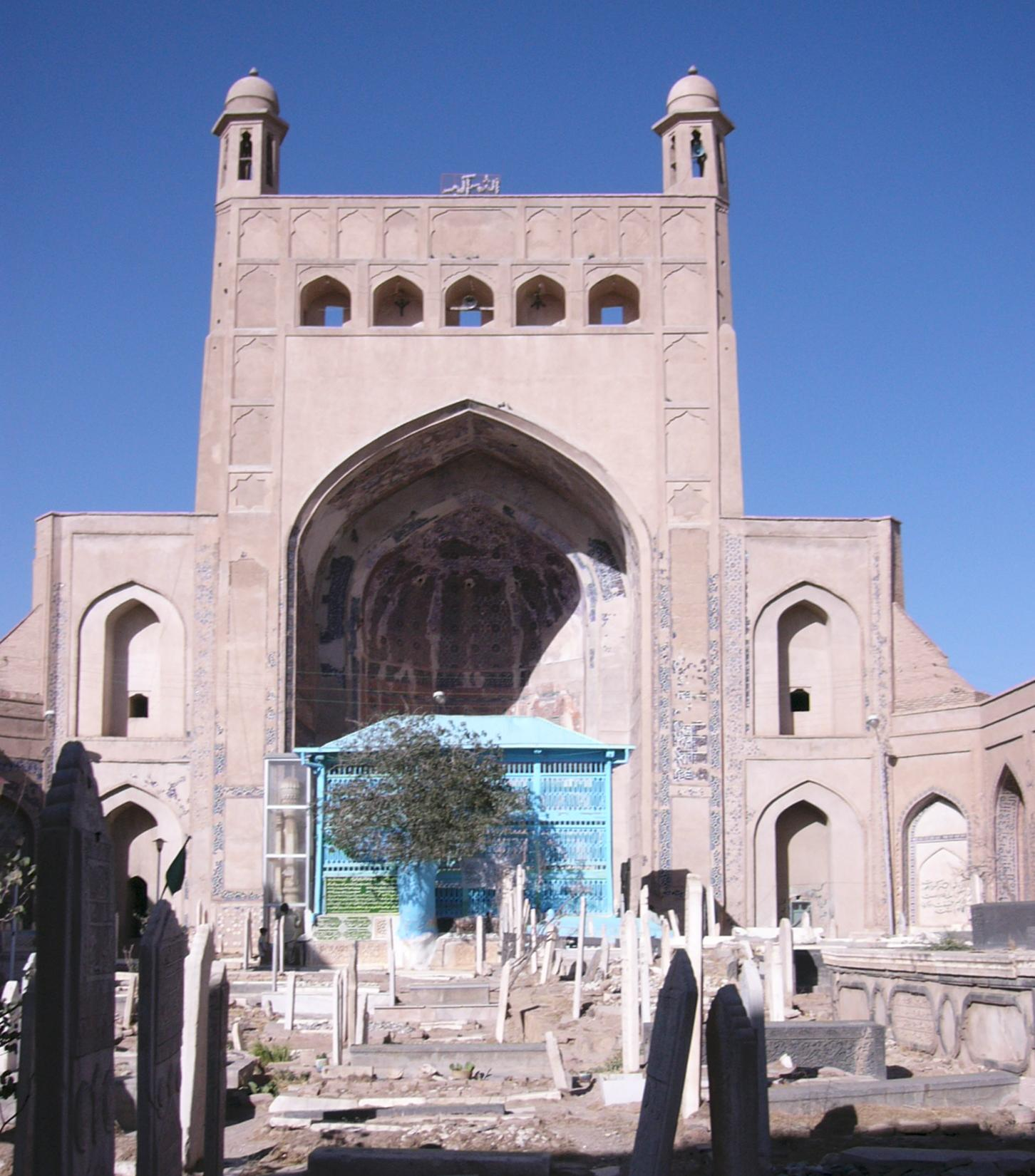
Grobowiec Abdullaha Ansariego w Heracie

Abu Ismaïl Abdullah ibn Abi-Mansour Mohammad (ur. 1006, zm. 1089) – perski pisarz i poeta mistyczny, autor utworów pisanych prozą rymowaną, poezji, przekładów z języka arabskiego, żywotów świętych muzułmańskich, a także prozatorskiego opracowania, popularnego w literaturach wschodu tematu o Jusufie i Zulejce.

## Dzieła (po persku)
- Munajat Namah
- Nasayeh
- Zad-ul Arefeen
- Kanz-ul Salikeen
- Haft Hesar
- Elahi Namah
- Muhabbat Namah
- Qalandar Namah
- Resala-é Del o Jan
- Resala-é Waredat
- Sad Maidan
- Resala Manaqib Imam Ahmad bin Hanbal

## Dzieła (po arabsku)
- Anwar al-Tahqeeq
- Zem al-Kalam
- Manāzel al-Sā'erīn
- Kitaab al-Frooq
- Kitaab al-Arba'een